# 里斯蒂耶爾維

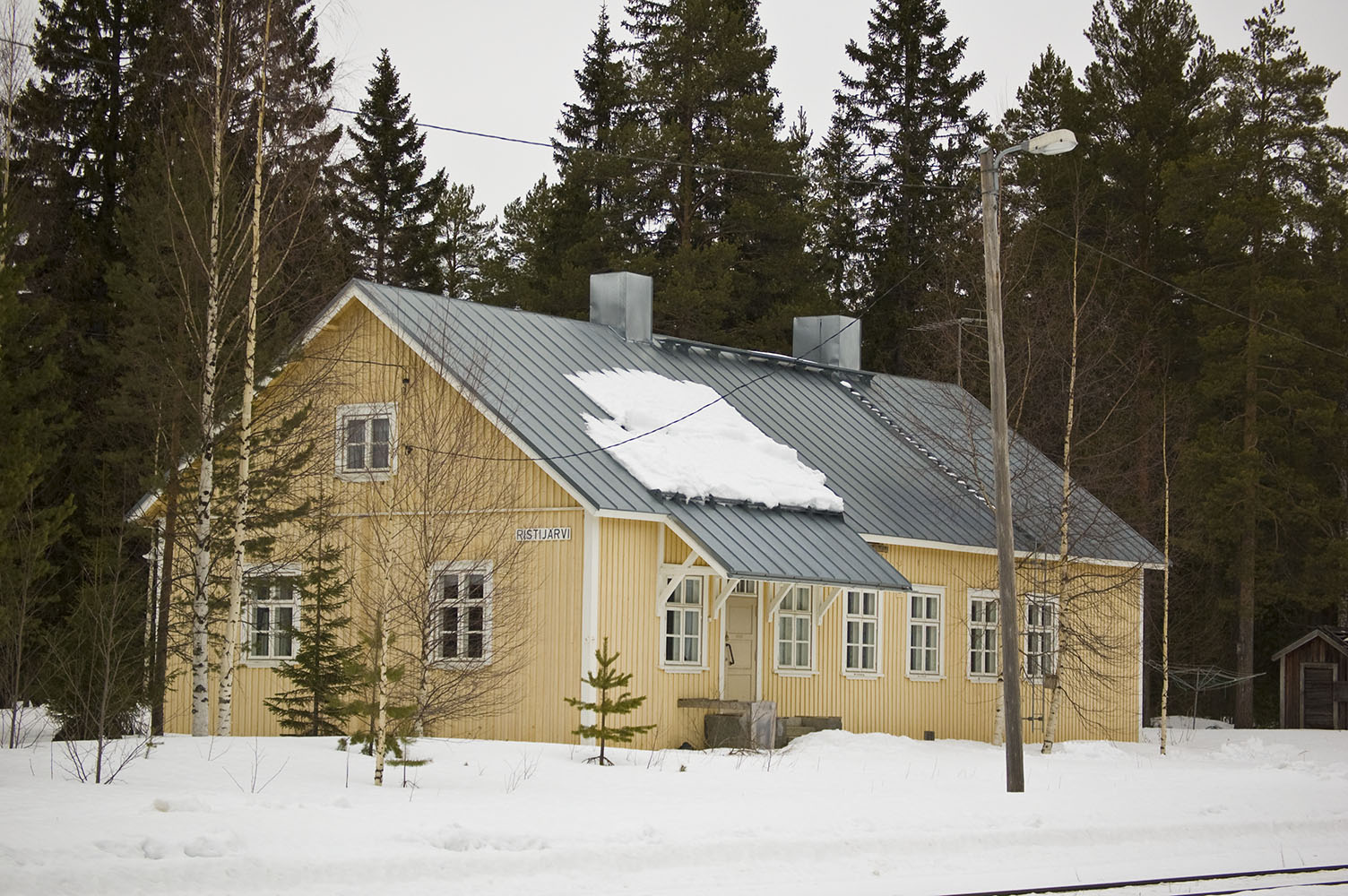
里斯蒂耶爾維火车站

里斯蒂耶爾維（芬蘭語：Ristijärvi）是芬蘭的市鎮，位於該國東部，距離卡亞尼40公里，在凱努區内，始建於1867年，面積867.9平方公里，2013年人口1,486，人口密度為每平方公里1.78人。

## 外部連結
- 里斯蒂耶爾維市镇官方网站 （页面存档备份，存于） （文）